# CD-ROM
唯讀記憶光碟（Compact Disc Read-Only Memory，縮寫：CD-ROM），是一種在電腦上使用的光碟。這種光碟只能寫入數據一次，信息將永久保存在光碟上，使用時通過光碟驅動器讀出信息。CD的格式最初是为音乐的存储和回放设计，1985年，由SONY和飞利浦制定的黄皮书标准使得这种格式能够适应各种二进制数据。
增強型CD既存储音乐，又存储计算机数据；这种CD-ROM的音乐能够由CD播放機播放，计算机数据則只能由電腦处理。

## 介质

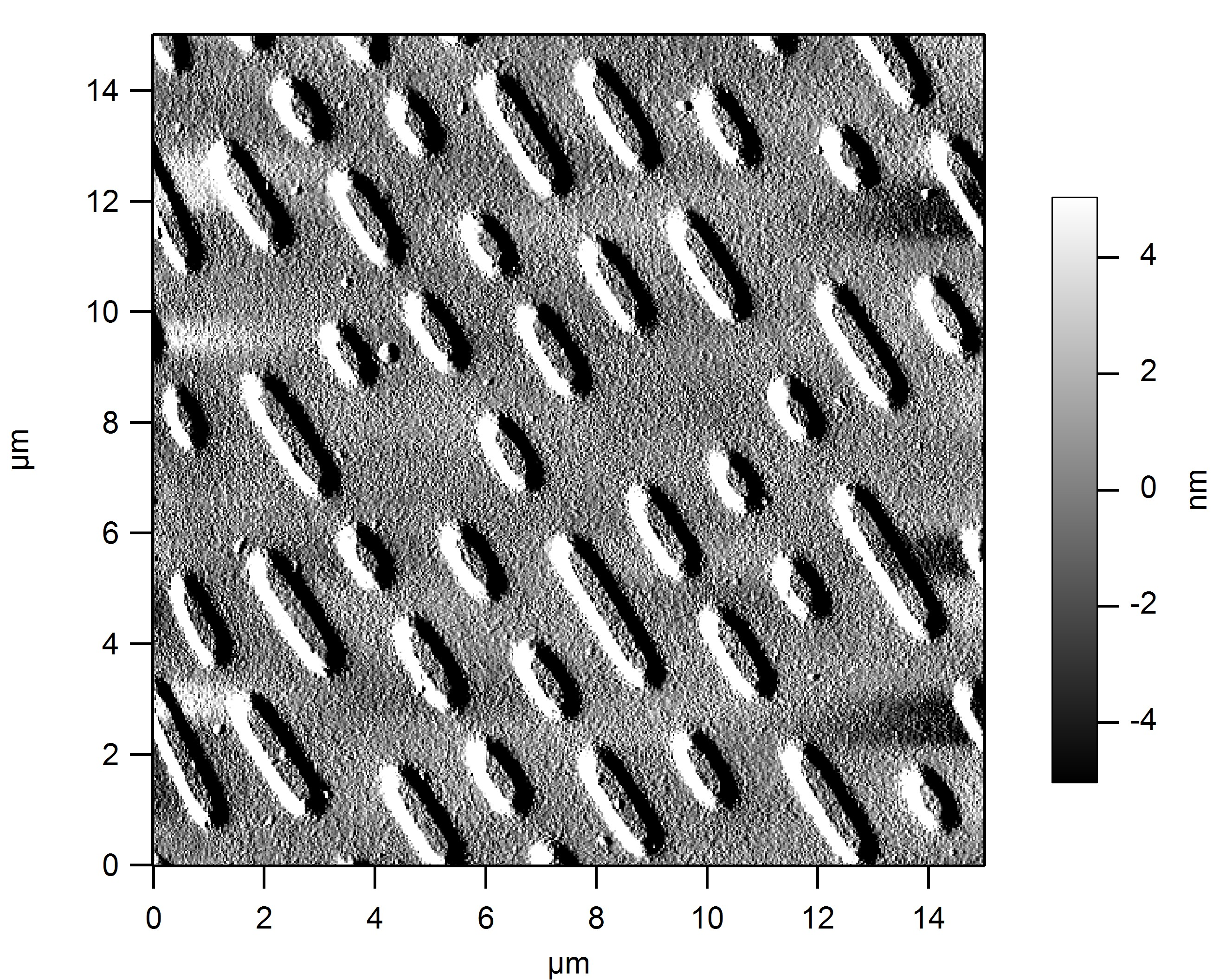
從原子力顯微鏡拍攝到的CD-ROM表面影像裏，可以觀察到凹點的排列圖案是儲存數據的機制。

CD-ROM盘片在外观上与音乐CD完全相同，数据存取的方式也十分类似，区别仅在于它们存储数据的标准。CD-ROM盘片是用1.2毫米厚的聚碳酸酯塑料和一层用作反射面的铝制作。直径为120毫米的CD-ROM盘片最为常见，稍小的Mini CD的直径为80毫米，除此之外，还有很多各种非标准尺寸和形状的CD-ROM盘片，例如名片尺寸。数据以一系列细小的锯齿的形式记录在盘片中。激光照射反射面时可以读出凹凸的信息。凹点的深度大约为照射激光波长的1/4到1/6，由此，反射光的相位会发生偏移，并造成破坏冲突和削减反射光强度的衰减。反射光强度的变化被转化为二进制数据。

### 标准
在CD上存储数据有多种格式，它们被收集成彩虹书。其中包括最初音乐CD的红皮书标准，此外还有白皮书和黄皮书。ECMA-130标准详细描述CD-ROM的物理层标准。

### CD-ROM格式
CD-ROM的每个扇区包含98个24字节的框，共2352字节信息。CD-ROM作为数据盘片，需要对数据有较高的可信任度，不能有错误数据。为了达到增强纠错和检错的目标，CD-ROM有3层的纠错机制。采用模式1型的CD-ROM拥有完整的3层纠错机制，每个扇区记录2048字节信息。模式2型的CD-ROM，每个扇区记录2336字节信息，这类CD-ROM主要用于记录视频文件。CDDA音频标准规定的数据量为：44.1k/s×4B×2048 / 2352 = 153.6kB/s，与此比较，模式1型的CD-ROM的播放时间为74分钟，或4440秒，容量为682MB。
1倍速的CD光驱每秒钟能够读取75个连续的扇区，即每秒150KB，x倍速光驱读取速度依此类推。

#### CD扇区内容
- 一张74分钟的标准CD包含333,000个扇区。
- 每个扇区为2352字节，模式1型的CD-ROM包含2048字节计算机数据，模式2型的CD-ROM包含2336字节PSX/VCD数据，音频包含2352字节信息。
- 扇区容量的差异来自头信息和纠错编码，计算机数据对精度要求最高，这类信息最多，VCD对精度要求不高，这类信息稍小，音频CD没有这类信息。
- 如果用RAW格式从盘片中读取数据，无论是什么数据类型，每个扇区都能够读出2352字节信息。因此：
  - 高速刻录数据CD（40倍速）不会丢失信息。但是，由于音乐CD没有3层纠错码，如果高速刻录音樂CD，有可能导致不可挽回的错误，并在播放时发出咔哒的声音。
  - 在一张74分钟的CD上，能够用RAW方式刻录更多的信息，这样做容量可以达到333,000×2352 = 783,216,000 字节（大约747MB）。这是74分钟650MB的CD的容量的上限。容量增加14.8%，但是，这样做将失去纠错数据。
- 当用RAW方式读取光盘时，容量永远为2352字节的倍数。

| 设计类型       | ← 2352字节块 →   | ← 2352字节块 →   | ← 2352字节块 →   | ← 2352字节块 →   | ← 2352字节块 →   | ← 2352字节块 →   |
| 音乐CD:        | 2352字节数字音乐 | 2352字节数字音乐 | 2352字节数字音乐 | 2352字节数字音乐 | 2352字节数字音乐 | 2352字节数字音乐 |
| 模式1型CD-ROM: | 12               | 4                | 2048字节用户数据 | 4                | 8                | 276              |
| 模式2型CD-ROM: | 12               | 4                | 2336字节用户数据 | 2336字节用户数据 | 2336字节用户数据 | 2336字节用户数据 |

| 图例（字节） | 图例（字节） |
| ------------ | ------------ |
| 12           | 同步         |
| 4            | 扇区ID       |
|              | 数据         |
| 4            | 检错         |
| 8            | 空白         |
| 276          | 纠错         |

### 制作
预先压制的CD-ROM盘片是通过母盘压制出来，首先制作一张玻璃的母盘，然后根据它的凸凹批量压制出最终的光盘。可刻录光盘（CD-R）与可重复刻录光盘（CD-RW）的制作过程类似，它们都是通过激光改变染料的特性或者物质相变的方式记录数据，这个过程通常称为刻录。

### 容量

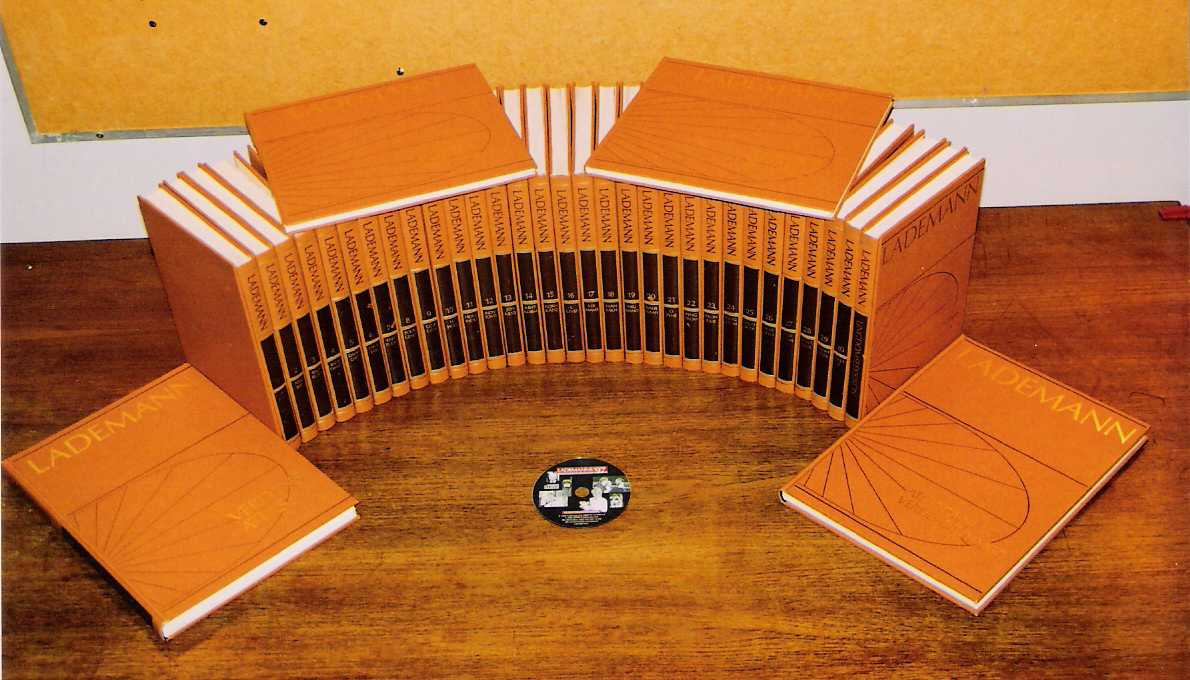
CD-ROM能够轻易的记录一部百科全书的所有文字、图像、音频和视频

一张标准的120毫米的CD-ROM盘片能够记录800.1MB数据（不包括纠错和检错数据）。这个容量能够记录700部10万个10个字母长的英文小说。如果每部小说有1厘米厚，那么这些小说加起来有7米长。文本信息通常能够被压缩至原来的1/10大小，这样一张CD-ROM盘片就能够容纳大约100米厚的小说。
一张单面的DVD的容量为4.4GB，大约为CD-ROM的6倍。
| 类型   | 扇区   | 最大数据容量 | 最大音乐容量 | 时间     |
| 类型   | 扇区   | (MB)         | (MB)         | （分钟） |
| ------ | ------ | ------------ | ------------ | -------- |
| 8 cm   | 94500  | 193.536      | 222.264      | 21       |
|        | 283500 | 580.608      | 666.792      | 63       |
| 650 MB | 333000 | 681.984      | 783.216      | 74       |
| 700 MB | 360000 | 737.280      | 846.720      | 80       |
| 800 MB | 405000 | 829.440      | 952.560      | 90       |
| 900 MB | 445500 | 912.384      | 1047.816     | 99       |

记录CD容量时通常采用二进制，一张700MB的CD名义上有700000KB的容量。而记录DVD容量时通常采用十进制，一张4.7GB的DVD名义上有4.377GB的容量。

## CD-ROM光驱

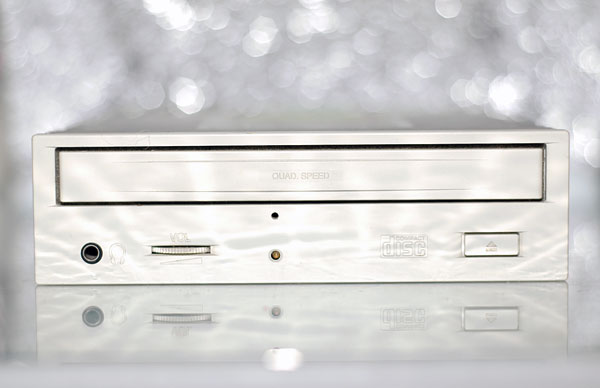
老式4倍速CD-ROM光驱

CD-ROM光驱可以读取CD-ROM光盘，这种设备在个人电脑上已经普及。CD-ROM光驱可以通过IDE（ATA）、SCSI、SATA、Firewire和USB或者专门设备连接至电脑。事实上，结合适当的软件，所有的现代CD-ROM光驱都能够播放音乐CD、VCD和其它数据标准的CD。

### 激光
CD-ROM光驱采用780纳米近红外线二极管。激光波通过一个光电跟踪模块射到盘片上，而后检测它是否被反射或者分散。

### 传输速度
CD-ROM光驱的传输速度是以音乐CD的传输速度的倍数作为标准衡量，1倍速为150KB/s。通过提高盘片的转速，数据的传输速度能够提高。例如，1倍速的光驱的转速为每分钟500转，而8倍速的光驱转速为每分钟4000转，相应的读取速度为1.2MB/s。超过12倍速时，震动和散热成为问题。超过这个速度的光驱通过各种方法解决这些问题。恒定角速度光驱中的盘片以恒定的角速度旋转，以较快的速度读取边缘数据，以较慢的速度读取内侧数据。由于受到机械的限制，20倍速曾被认为是光驱读取速度的极限，直至三星推出32倍速的SCR-3230光驱，它采用球来平衡旋转的盘片以降低震动和噪音。2004年，最快的传输速度通常可以达到52倍速，每分钟10350转，7.62MB/s，不过这个速度只有在读取盘片边缘部分的数据时才能达到。由于受到用于制作CD的多碳酸盐塑料的强度的限制，通过增加转速提高读取速度变得不再可行。但是，可以通过增加激光數量的方式进一步提高读取速度，在Kenwood的True-X 72x演示中，这款光驱透過ZEN的True-X技術，將一束激光分離成7束，可以同時平行讀取七條光碟軌道，转速与10倍速的光驱大致相当，可以在2700~5100RPM時達到6.75~10.8MB/s。
CD刻录光驱通常有3种不同的速度，分别为一次刻录、重复刻录和读取的速度。通常，采用这样的顺序标注，例如12x/10x/32x的光驱能够以12倍速（1.80MB/s）刻录一次刻录光盘，以10倍速（1.50MB/s）刻录可重复刻录光盘，以32倍速（4.80MB/s）读取光盘。
1倍速的定义在不同场合並不相同，CD-ROM的1倍速为150KB/s，音乐CD的1倍速为172.3KB/s，DVD的1倍速为1.32MB/s（1358KB/s）。

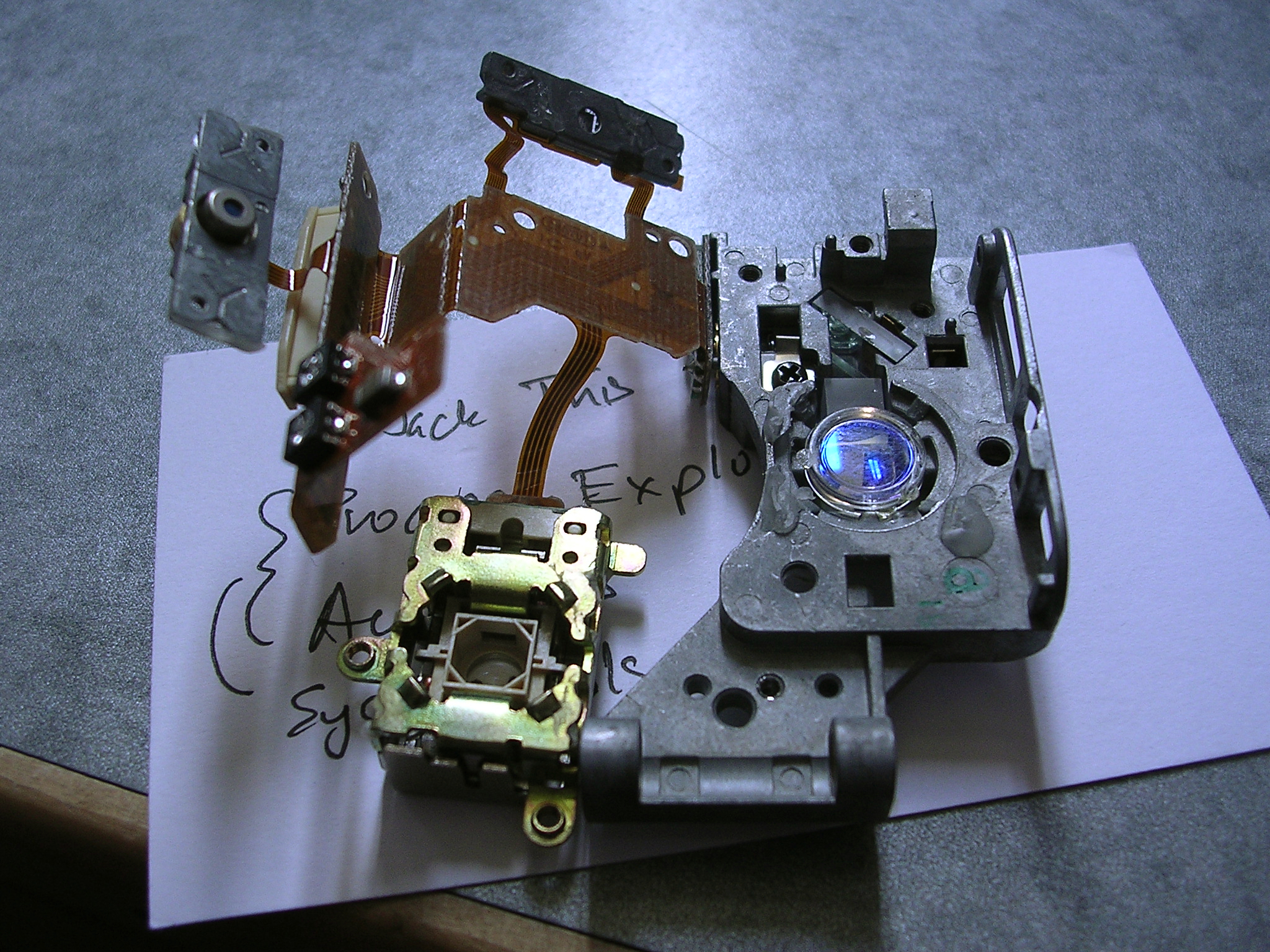
从CD-ROM拆卸下的激光系统

可移动的激光头能够读取CD的任何位置

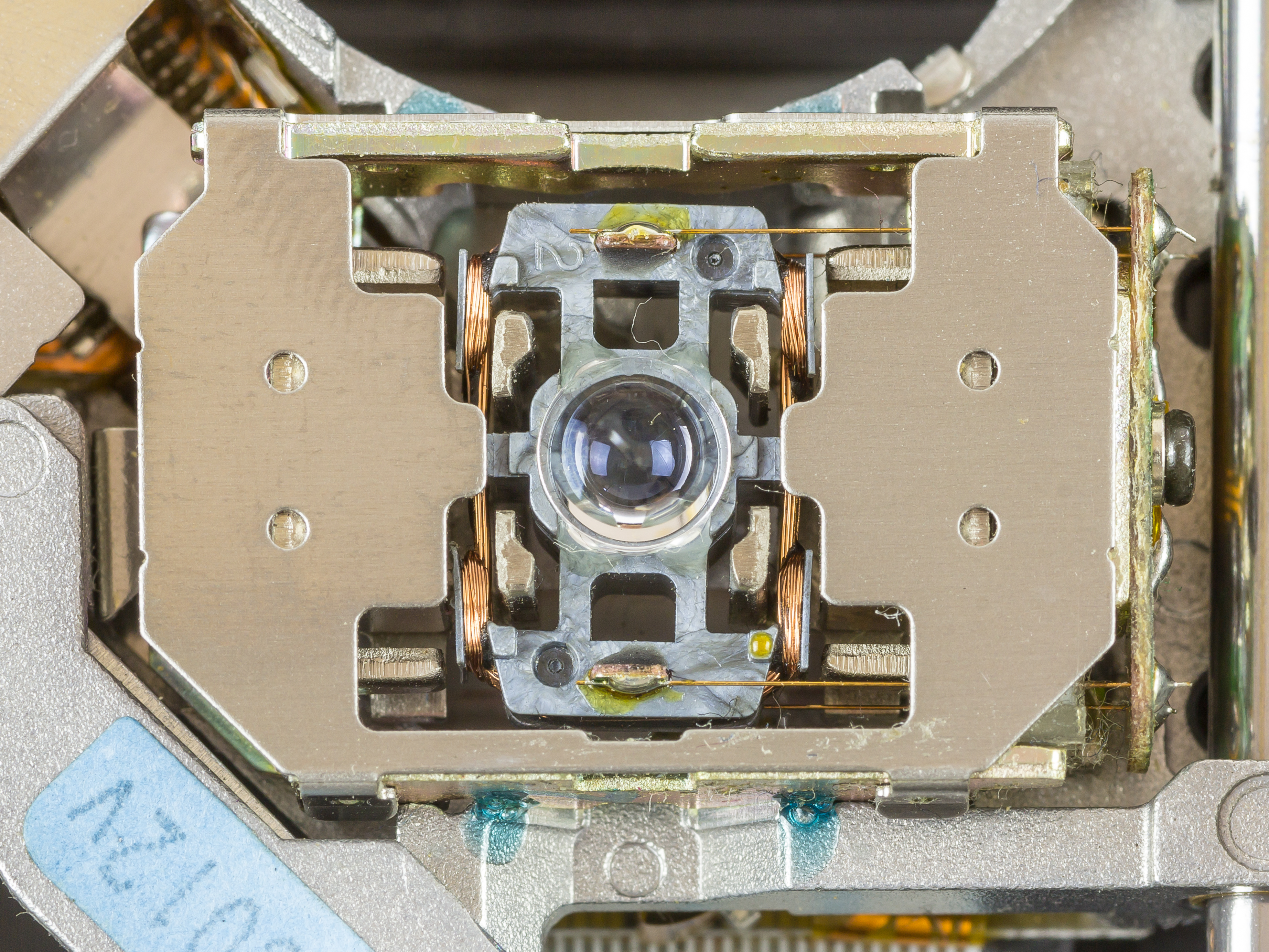
CD-ROM光驱的激光系统

常见传输速度
| 传输速度 | KB/s  | Mb/s    |
| -------- | ----- | ------- |
| 1x       | 150   | 1.2288  |
| 2x       | 300   | 2.4576  |
| 4x       | 600   | 4.9152  |
| 8x       | 1200  | 9.8304  |
| 10x      | 1500  | 12.2880 |
| 12x      | 1800  | 14.7456 |
| 20x      | 3000  | 24.5760 |
| 32x      | 4800  | 39.3216 |
| 36x      | 5400  | 44.2368 |
| 40x      | 6000  | 49.1520 |
| 48x      | 7200  | 58.9824 |
| 50x      | 7500  | 61.4400 |
| 52x      | 7800  | 63.8976 |
| 56x      | 8400  | 68.8128 |
| 72x      | 10800 | 88.4726 |

## 參看
- CD
- CD-R
- CD-RW
- VCD
- DVD